# Zalas (Słopnice)
Zalas – część wsi Słopnice w Polsce, położona w województwie małopolskim, w powiecie limanowskim, w gminie Słopnice.
W latach 1975–1998 Zalas administracyjnie należał do województwa nowosądeckiego.